# テュベテイカ

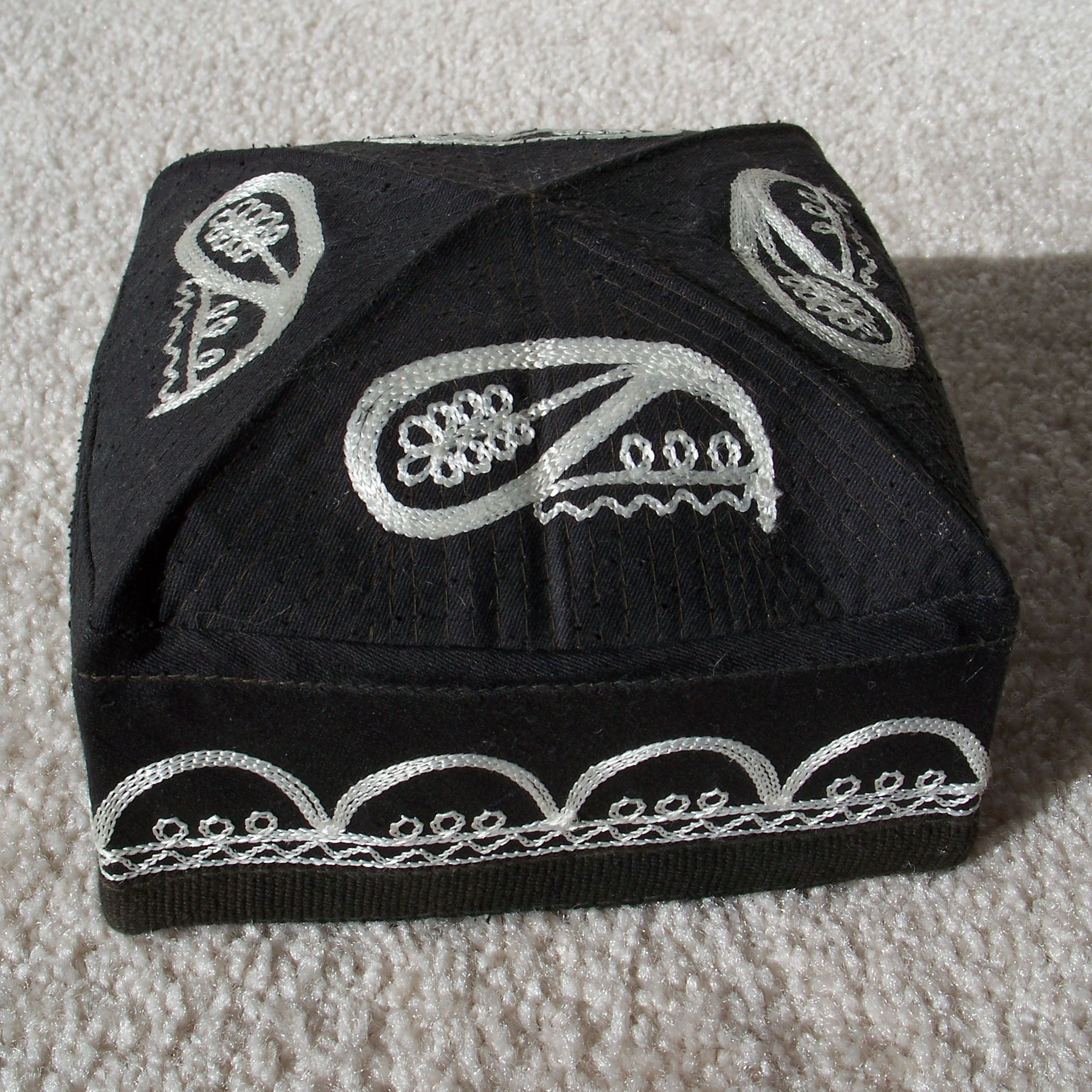
ウズベク人のドゥッピまたはタジク人のトキー

テュベテイカ (ラテン文字:Tubeteika, Tübätäy、チュベテイカとも表記される) は中央アジアで造られている伝統的な帽子である。現代においてはタジキスタン、カザフスタン、キルギス、ウズベキスタンなどに住むテュルク系民族が伝統衣装として身に付ける事が多い。また、ロシア内でもムスリムの多い地域 (タタールを含む) では衣装として使用されている。テュベテイカはユルトと並び、中央アジアの遊牧民文化を代表する文物であると考えられている。テュベテイカはウズベキスタンではドゥッピと呼ばれて応用美術の一分野とみなされており、伝統民族衣装において重要な役割を果たしている。1940から1950年代にかけて、民族と宗教に関わらず、テュベテイカはソ連全国の子供達の間で人気があった。
また、セファルディムやモロッコのユダヤ人の間ではウズベキスタンのドゥッピをキッパーとして被る事が多い。

## 各言語の呼び名
- ウズベク語: Do'ppi/Дўппи ドゥッピ
- ウイグル語: دوپپا ドッパ
- カザフ語: төбетей, тақия テベテイまたはタキヤ
- キルギス語:  тебетей,топу テベテイまたはトプー
- タタール語: Түбәтәй  テュベテイ
- トルクメン語: tahÿa タヒヤ
- タジク語: тоқӣ トキ
- ロシア語:  Тюбетейка テュベテイカ

## ギャラリー

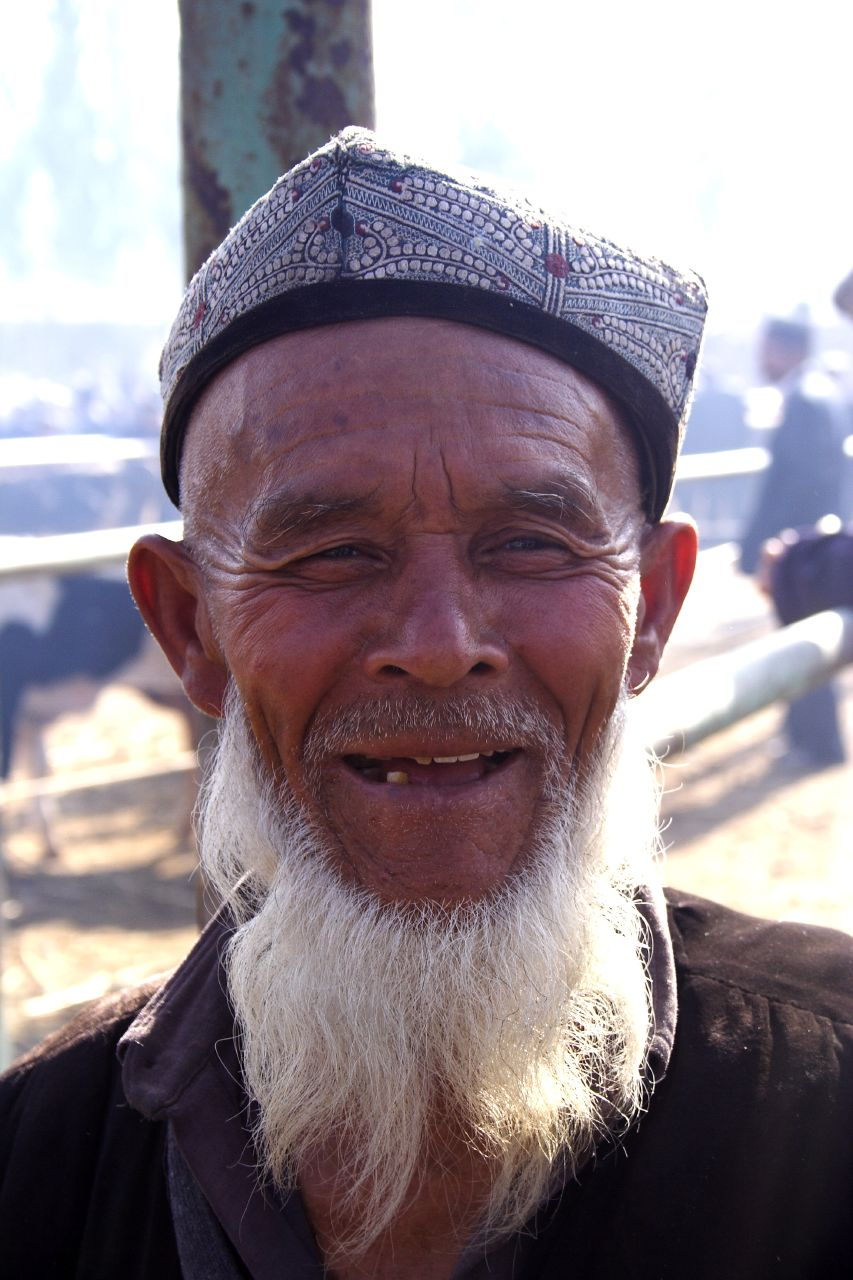
ウイグル人のドッパ
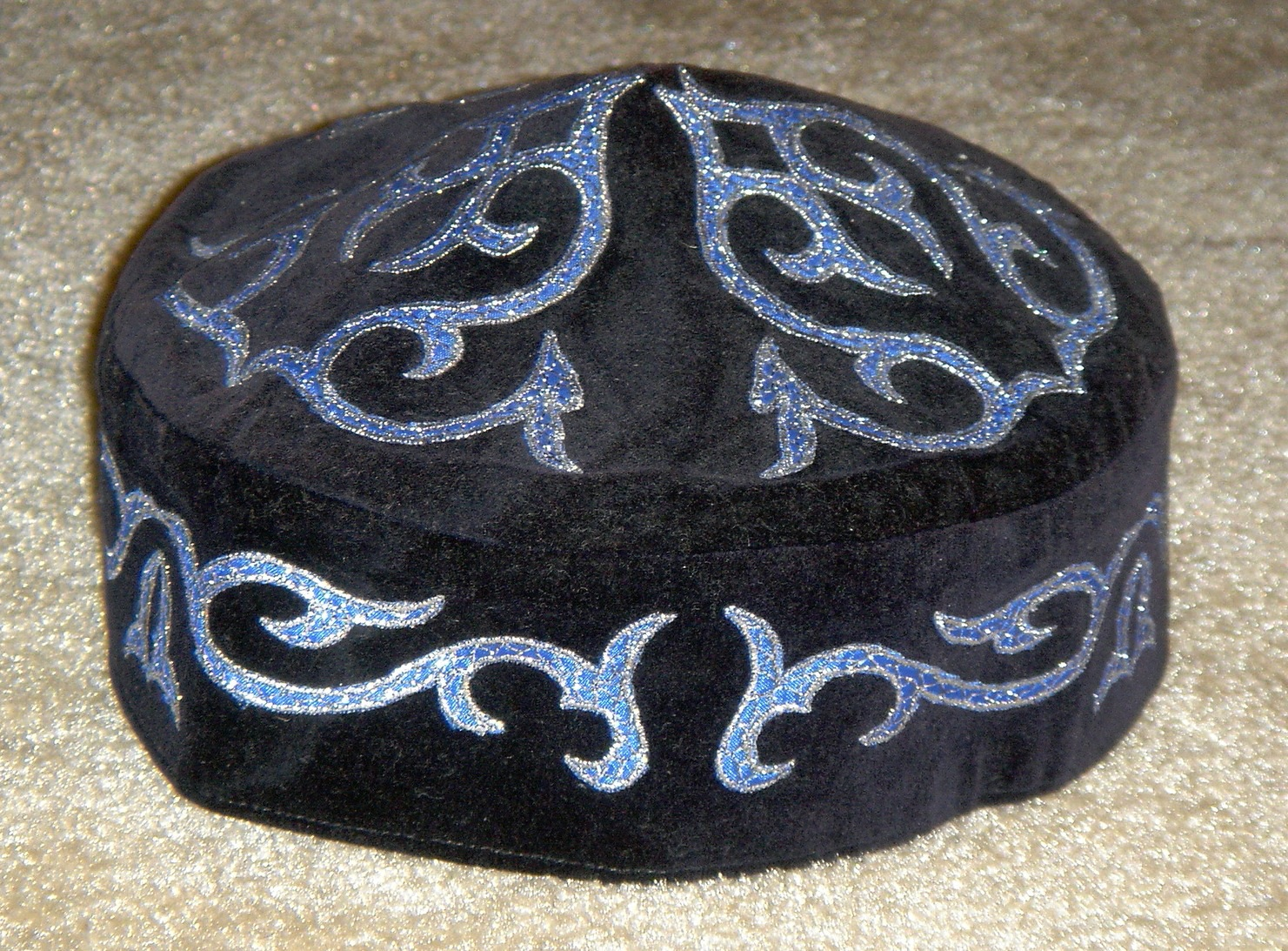
カザフ人のタキヤ
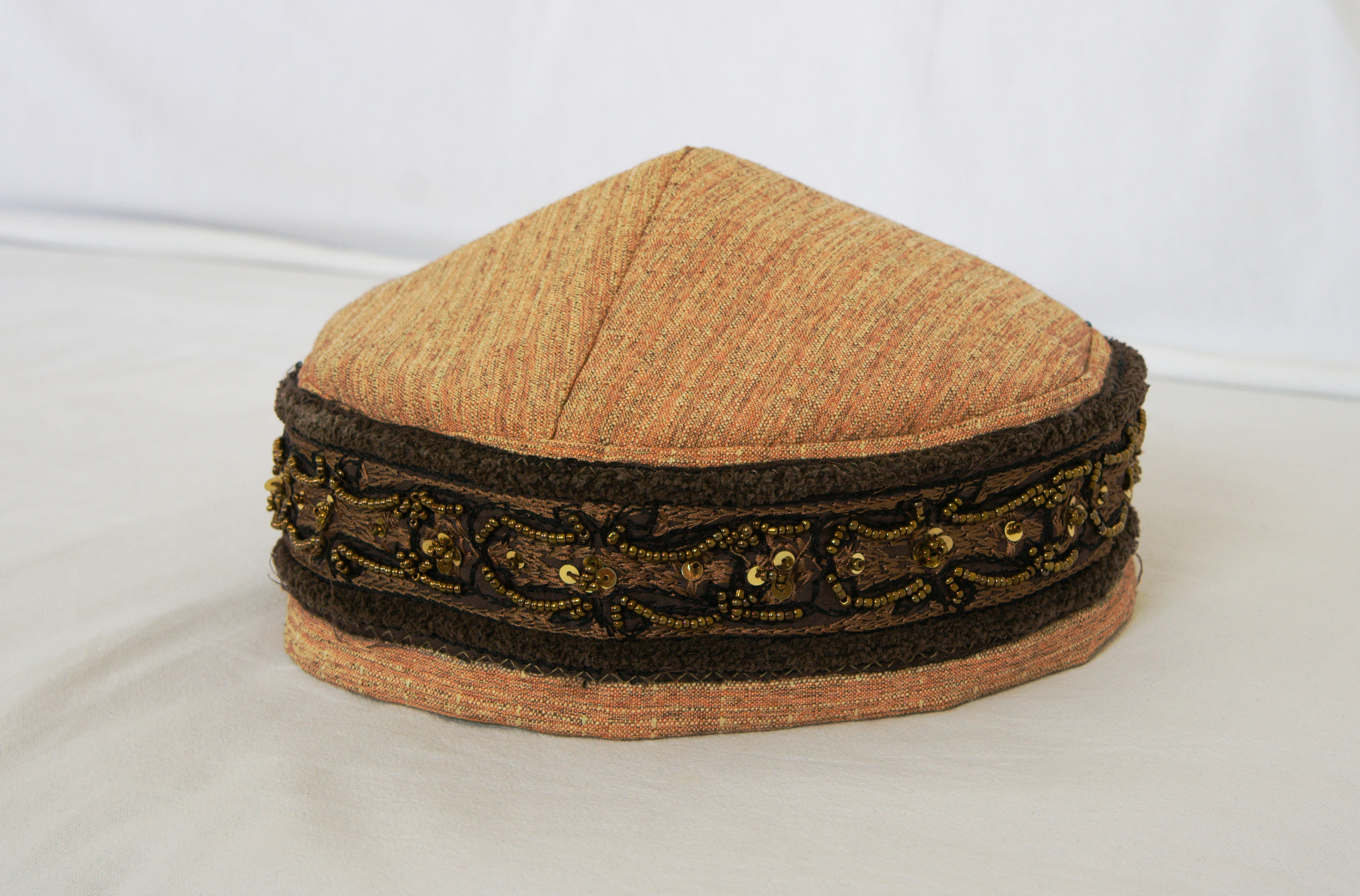
クリミア・タタール人のテュベテイカ
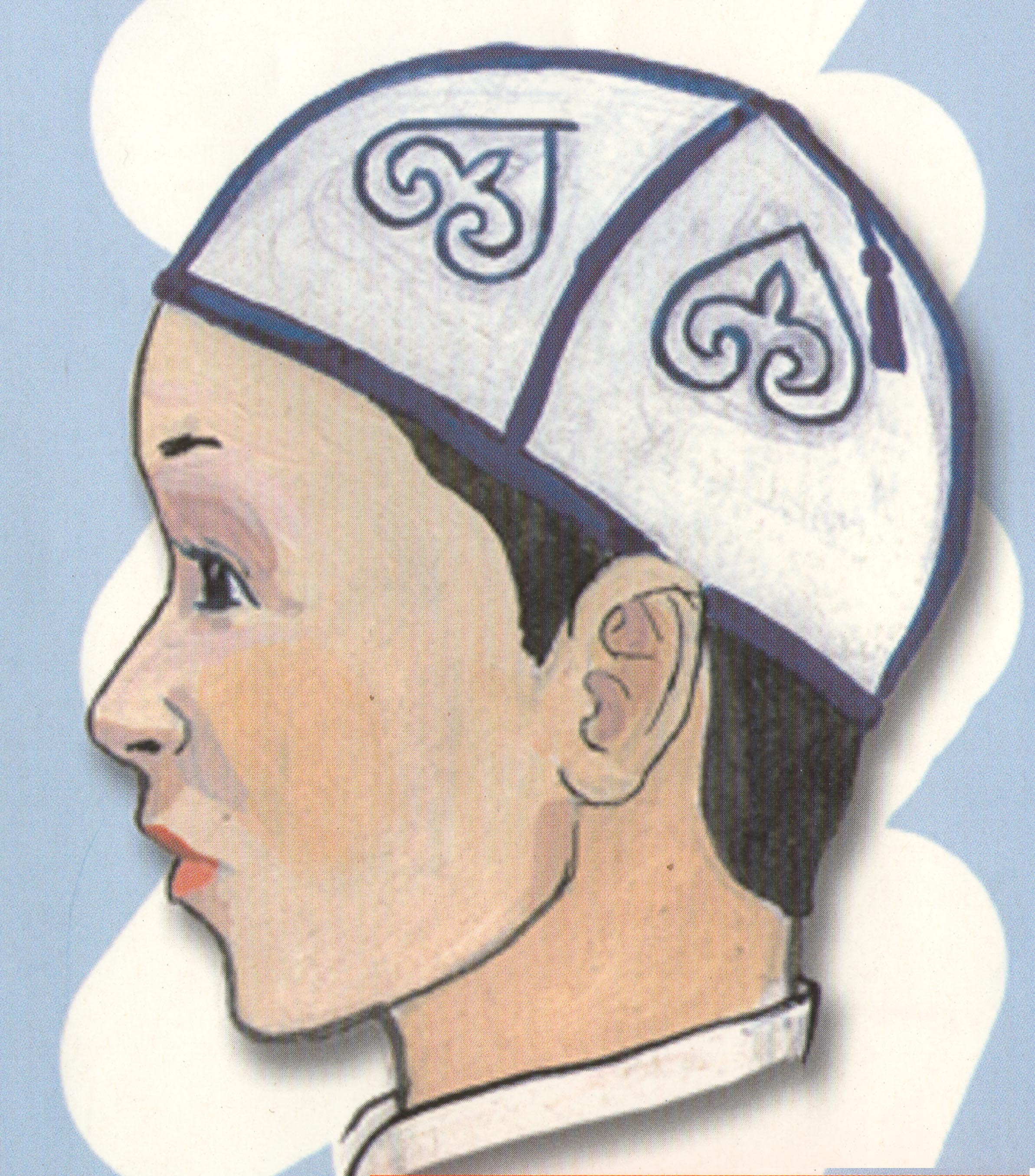
キルギス人のトプー
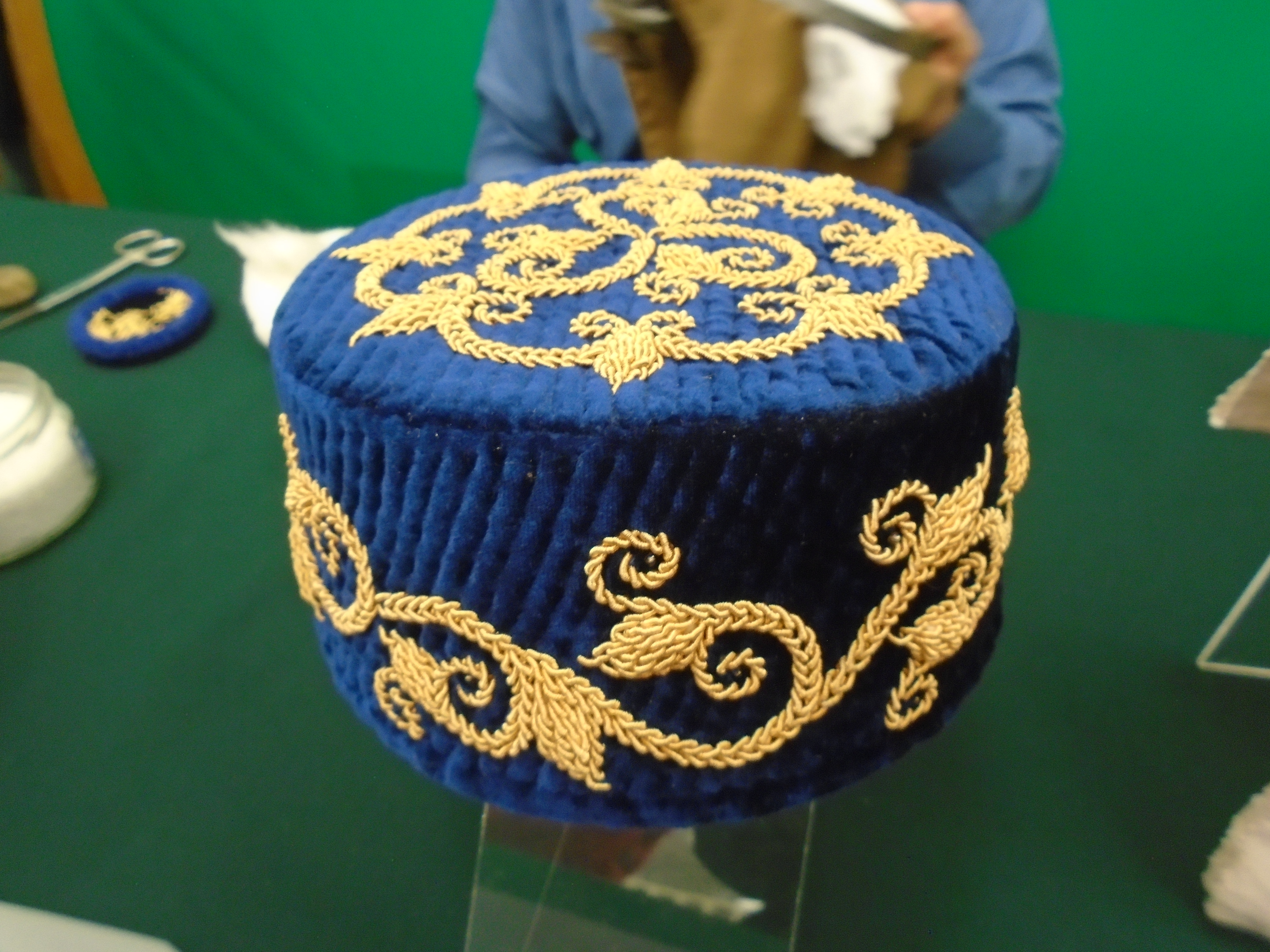
タタール人のテュベテイ
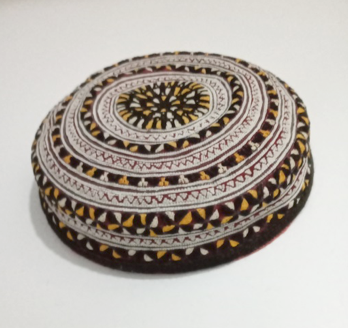
トルクメン人のタヒヤ